# Chambre de Charité de Courtonne-la-Meurdrac
La chambre de charité de Courtonne-la-Meurdrac est un édifice situé à Courtonne-la-Meurdrac, en France. L'édifice est un « local unique en Pays d'Auge ».

## Localisation
Le monument est situé dans le département français du Calvados, à Courtonne-la-Meurdrac, dans l'enceinte du cimetière et à proximité de l'église Saint-Ouen. L'édifice est localisé dans l'angle sud-ouest du cimetière.

## Historique

### Histoire de l'édifice
L'édifice est daté de la seconde moitié du XVIe siècle ou du début du XVIIe siècle,, et destiné aux charitons de la paroisse.

### Charitons

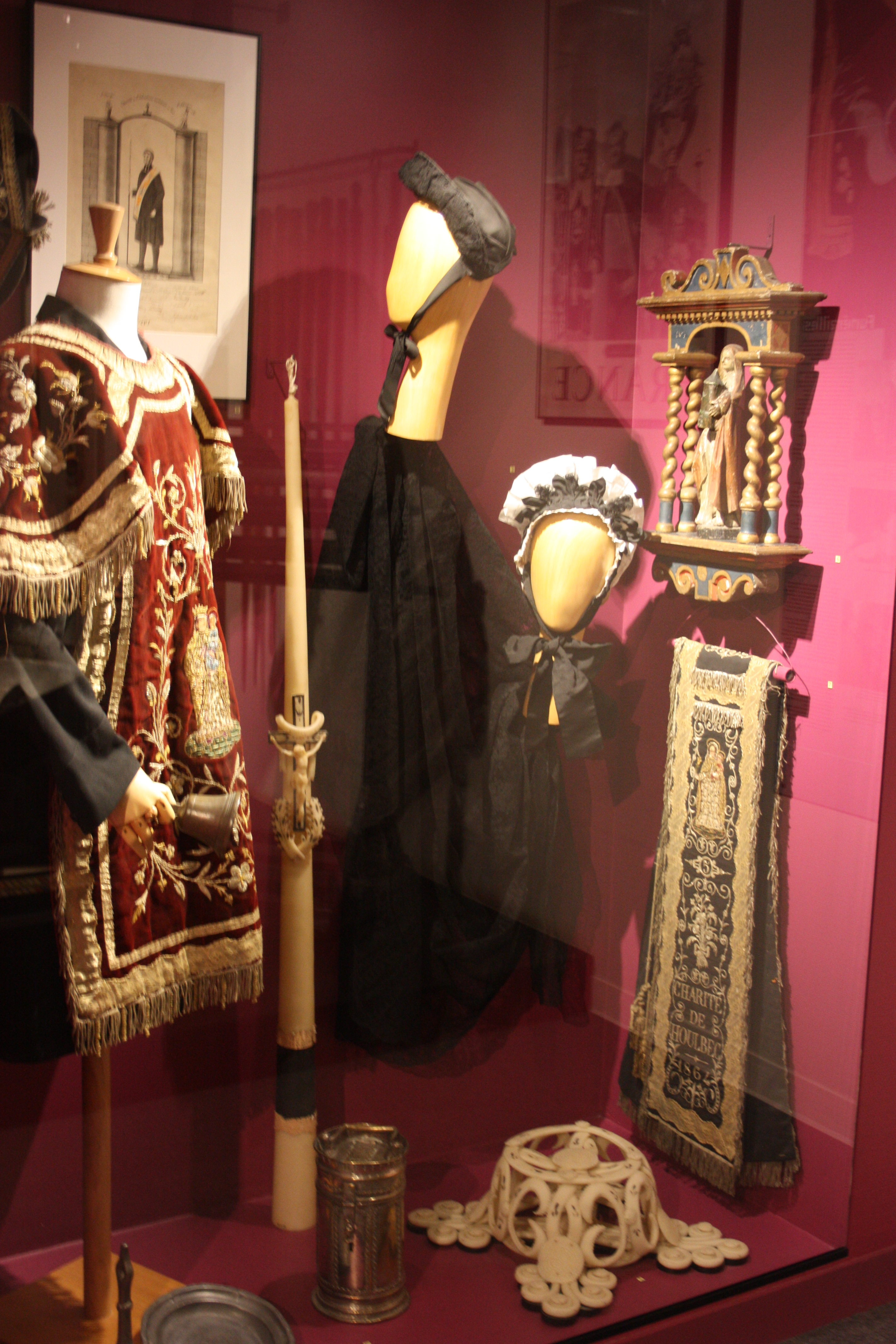
Vitrine sur les charités avec entre autres objets le vêtement de chariton, le cierge et le bâton de procession au Musée de Normandie à Caen (image d'illustration).

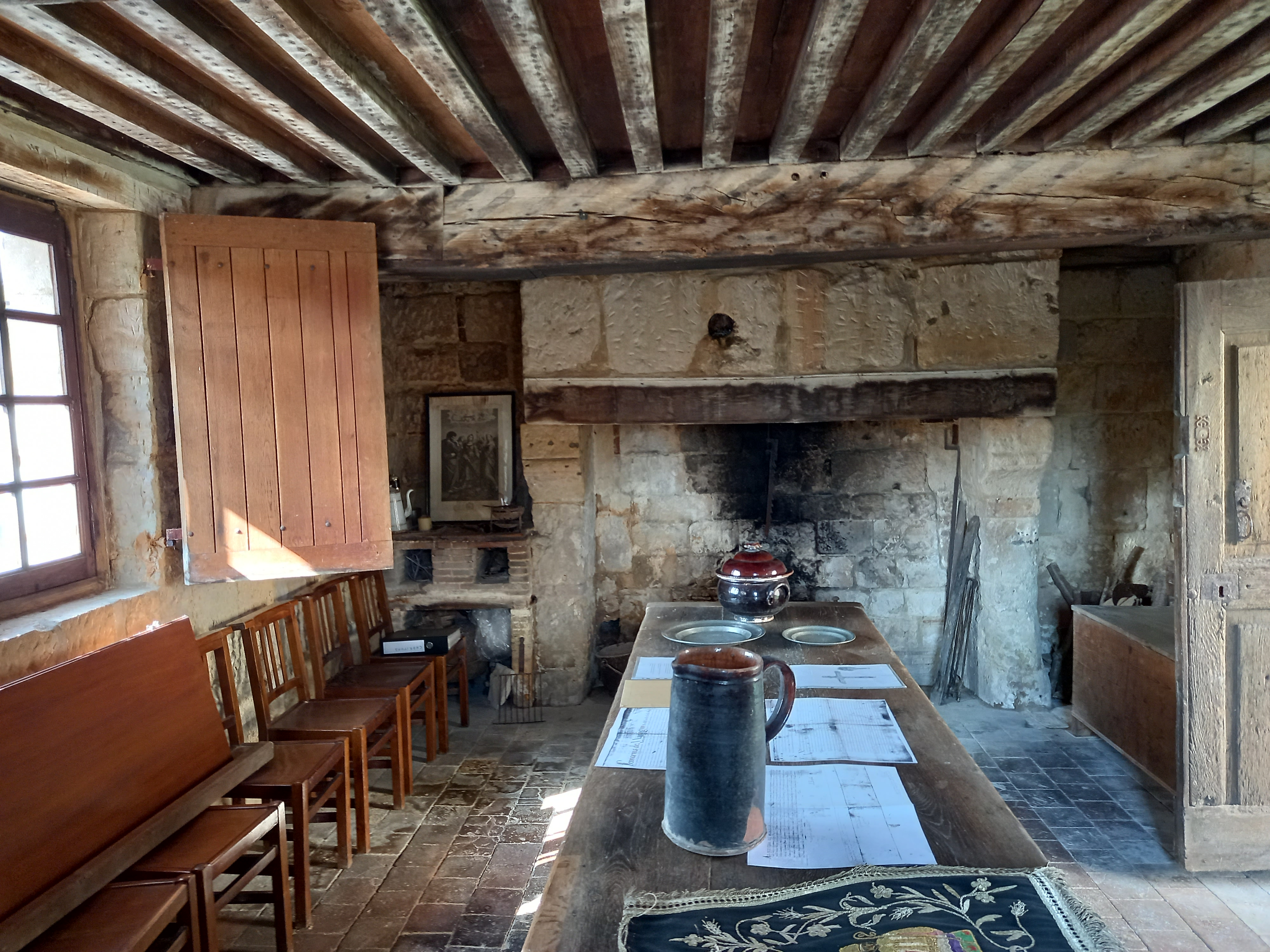
Vue de l'intérieur de l'édifice lors des journées européennes du patrimoine 2022.

La charité est une association de volontaires laïcs et de confession catholique s'occupant de soulager les mourants et des funérailles des personnes âgées et des pauvres. La charité se plaçait sous l'autorité d'un saint. Les associations étaient répandues dans l'actuel département de l'Eure et le Pays d'Auge et même dans toute la Normandie.
Les charitons se chargeaient initialement de l'inhumation des pestiférés durant la nuit, le groupe de charitons étant muni de torches alors qu'une cloche spécifique la tintenelle sonnait. L'admission dans le groupe se concrétisait par un diplôme.
La confrérie de Courtonne-la-Meurdrac est la plus ancienne du pays d'Auge avec celle d'Hermival-les-Vaux, citée dès 1505,. Le patron principal en est saint Ouen, mais saint Maur, la Vierge marie et saint Jean sont également honorés.
Les confréries de charité perdurent en Normandie. La tradition est encore vivace au début du XXIe siècle avec un banquet annuel lors de la fête du saint patron. C'est « un des aspects les plus vivaces des traditions normandes ». La fête annuelle a lieu le deuxième dimanche de septembre.

## Protection
Les façades et la toiture sont classées au titre des Monuments historiques depuis le 29 octobre 1971.

## Architecture
Le petit édifice est en  tuffeau et pierre calcaire de la Loire, et muni de coyaux.

## Mobilier

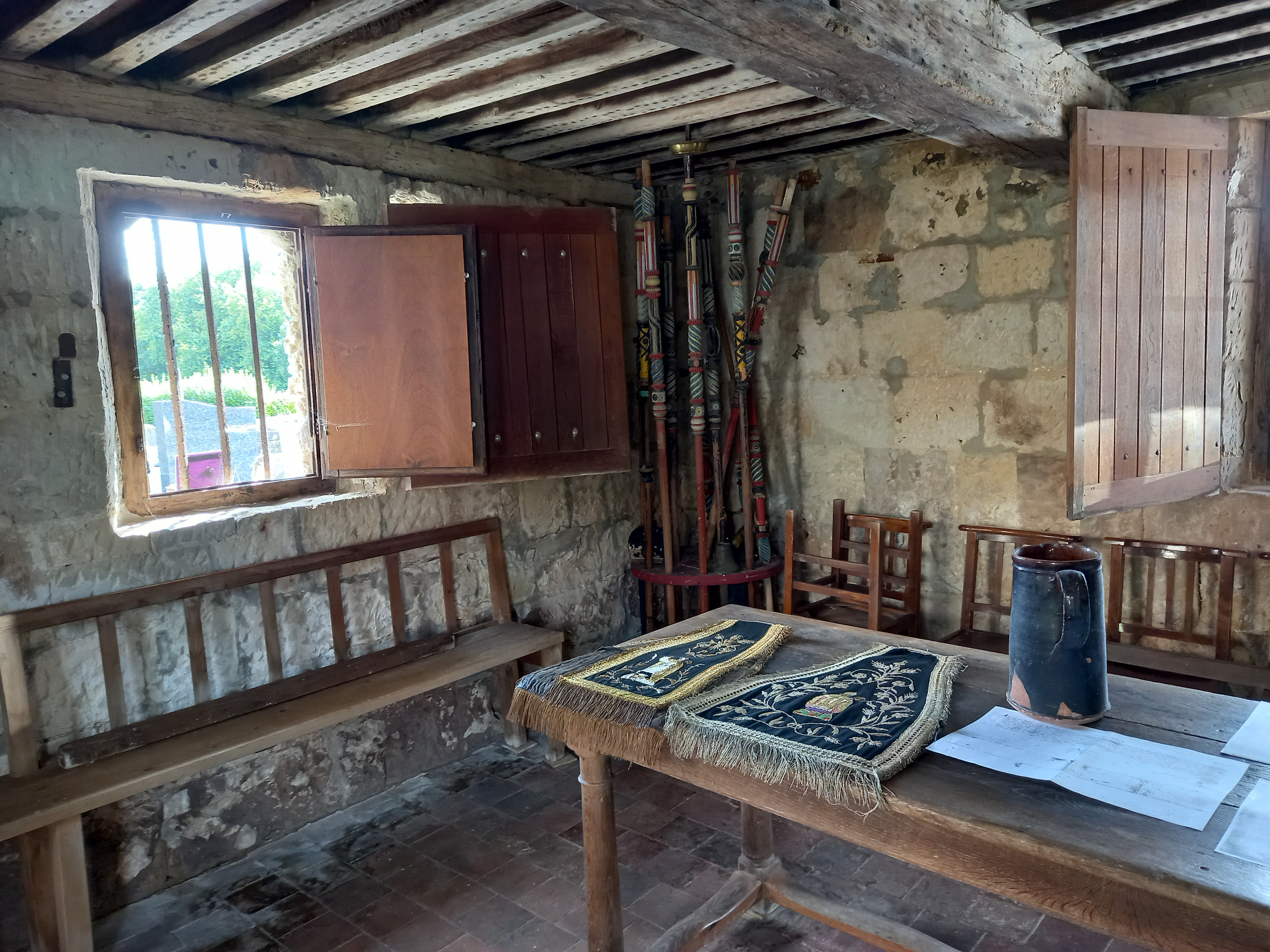
Une partie des éléments de la charité de Courtonne-la-Meurdrac.

La chambre de charité a conservé son mobilier ancien. Un coffre ancien est désormais conservé à Caen, au musée de Normandie.
La confrérie conservait ses archives ainsi que les accessoires destinés à assurer leur mission : tintenelles, bannières, bâtons de dignitaire, torches et boîtes destinées à assurer la quête. Le costume porté par les charitons était propre à chaque confrérie, un chaperon étant porté sur l'épaule gauche et le tabard réservé au dignitaire. Ce costume s'est simplifié au XXe siècle. Les accessoires sont restaurés par le bénéfice du banquet et les quêtes.